# Mikołaj Wierzynek (ifjabb)
Ifjabb Mikołaj Wierzynek (németül: Nikolai Wirsing vagy Werzig, latinul: Verincus, meghalt 1368-ban) középkori lengyel kereskedő, bankár, városi tanácsnok és bíró.

## Élete
Apja idősebb Mikołaj Wierzynek, rangos krakkói patrícius, a Wierzynek család megalapítója volt. Jelentős kereskedelmi tevékenységet folytatott, üzleti kapcsolatai Nyugat-Európára is kiterjedtek. Jan Długosz lengyel krónikás szerint 1364-ben lakomát rendezett a krakkói királytalálkozó alkalmával (Uczta u Wierzynka), melyen több más király és herceg mellett vendégül látta III. Kázmér lengyel királyt, IV. Károly német-római császárt és cseh királyt, valamint I. Lajos magyar – későbbi lengyel – királyt. Az eseményt 1877-ben Jan Matejko is megfestette, és ennek emlékét őrzi napjainkban a krakkói Wierzynek étterem is.

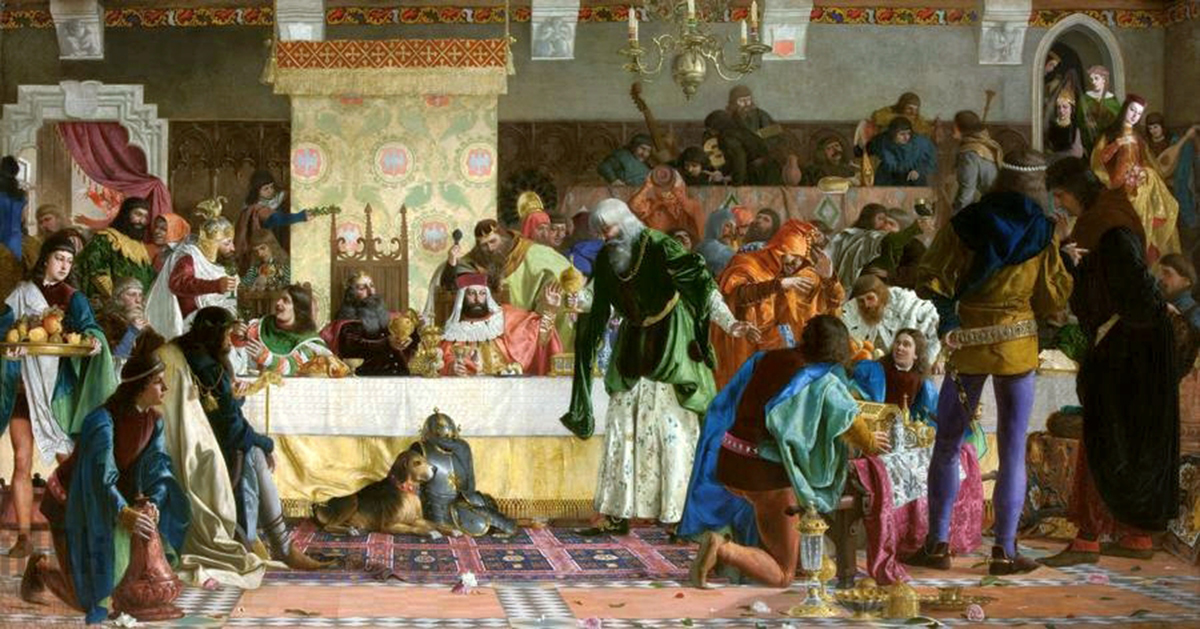
Bronisław Abramowicz: Lakoma Wierzyneknél (1876)

## Fordítás
- Ez a szócikk részben vagy egészben a Mikołaj Wierzynek (młodszy) című lengyel Wikipédia-szócikk ezen változatának fordításán alapul.  Az eredeti cikk szerkesztőit annak laptörténete sorolja fel. Ez a jelzés csupán a megfogalmazás eredetét és a szerzői jogokat jelzi, nem szolgál a cikkben szereplő információk forrásmegjelöléseként.